# Ni oblit ni perdó
Ni oblit ni perdó és una pel·lícula de drama històric, dirigida per Jordi Boquet i Claramunt i coguionitzada per Jordi Boquet i Tomàs Bayo i Encontra. Estrenat l'any 2020, el curtmetratge se centra en el dol de la família anys després de l'assassinat del jove valencià Guillem Agulló, l'11 d'abril de 1993 a Montanejos (Alt Millars), a mans d'un grup d'ideologia feixista.

## Argument
L'obra, ambientada a Burjassot l'any 1996, narra el procés de dol que experimenta Betlem Agulló, germana de Guillem Agulló i Salvador, quan torna al seu poble i reviu els sentiments de l'assassinat del seu germà més de deu anys després. Més enllà del dol de la protagonista, la pel·lícula també exposa la desesperació de la resta de la família que veu com els insults i les amenaces no cessen i que l'ambient de violència contra el seu fill i germà difunt no ha canviat. Enmig d'un ambient d'hostilitat, la família segueix lluitant per a esbrinar la veritat darrere del crim letal.

## Repartiment
El repartiment d'intèrprets de la pel·lícula va ser el següent:
| Intèrpret        | Personatge                                           |
| ---------------- | ---------------------------------------------------- |
| Raquel Ferri     | Betlem Agulló i Salvador, germana de Guillem Agulló  |
| Isabel Rocatti   | Carme Salvador, pare de Guillem Agulló               |
| Pep Molina       | Guillem Agulló i Lázaro, pare de Guillem Agulló      |
| Marina Alegre    | Carmina Agulló i Salvador, germana de Guillem Agulló |
| Amparo Moreno    | paper secundari                                      |
| Sergi Torrecilla | paper secundari                                      |

## Producció
Un grup d'alumnes de l'Escola Superior de Cinema i Audiovisuals de Catalunya (ESCAC) va enregistrar el curtmetratge com a mostra de suport a la campanya «La lluita continua», un projecte d'iniciativa ciutadana per a fomentar la mobilització social, política i de recuperació de la memòria democràtica que va prendre com a punt de partida la figura del jove antifeixista i independentista assassinat. L'any 2018, per a poder fer possible la producció, es va valdre de finançament per micromecenatge a través de la plataforma Verkami, i va aconseguir la fita amb escreix ja que va demanar 4.000 euros i en va recaptar 9.680. L'obra, enregistrada l'any 2019, va triar Cervera (Segarra) i Burjassot (Horta Nord) com a llocs de rodatge.
La banda sonora del curtmetratge compta amb la cançó «No tingues por» d'Obrint Pas, una peça musical molt present en els homenatges de commemoració a Agulló. Així mateix, als crèdits de la pel·lícula es pot escoltar una versió inèdita en acústic, interpretada per la cantant Selma Bruna, amb arranjament de Carlos Montfort.

## Estrena
L'estrena mundial es va realitzar al D'A Film Festival de Barcelona entre el 30 d'abril i el 10 de maig de 2020. El 5 d'octubre de 2020 es va projectar al Festival de Cinema d'Espanya de Tolosa de Llenguadoc (Cinespaña), i durant aquell mateix any també es va projectar al concurs iberoamericà de curtmetratges del Festival Internacional de Cinema d'Osca.
Al canal de TV3 de la televisió pública catalana es va estrenar a quarts de dues de la matinada del 3 d'octubre de 2020, després de la pel·lícula La mort de Guillem i el reportatge documental sobre l'extrema dreta a Europa «A la dreta i més enllà», emmarcat dins del programa Sense ficció. Malgrat l'horari d'emissió, va obtenir un resultat inèdit de 90.000 espectadors i un 12'5% de quota d'audiència.

## Premis i nominacions
| Any                                     | Premi                         | Categoria                           | Nominació         | Resultat  | Ref.   |
| --------------------------------------- | ----------------------------- | ----------------------------------- | ----------------- | --------- | ------ |
| 2020                                    | D'A Film Festival             | Premi del públic al millor curt UIC | Ni oblit ni perdó | Guanyador | [ 1 ]  |
| Festival Internacional de Cinema d'Osca | Premi Danzante Ibero-americà  | Ni oblit ni perdó                   | Guanyador         | [ 12 ]    |        |
| 2021                                    | Premis Gaudí                  | Millor curtmetratge                 | Ni oblit ni perdó | Guanyador | [ 13 ] |
| Premis Requena i Acció                  | Millor interpretació femenina | Raquel Ferri                        | Guanyadora        | [ 14 ]    |        |